# Edward Channing
Edward Perkins Channing (Boston, 15 de junio de 1856-Cambridge, 7 de enero de 1931) fue un historiador y escritor estadounidense. Fue autor del libro Historia de los Estados Unidos en seis volúmenes, por la que ganó el Premio Pulitzer de Historia en 1926. Su exhaustiva investigación en fuentes impresas y juicios juiciosos hicieron del libro una referencia estándar para los académicos durante décadas. De igual forma se desempeñó como profesor en la Universidad de Harvard entre 1883 y 1929 y formó a muchos doctores que se convirtieron en profesores en las principales universidades.

## Biografía
Nació en el barrio de Dorchester en Boston, siendo el quinto hijo de Ellen Kilshaw Fuller (1820-1856), hermana de Margaret Fuller, y William Ellery Channing (1818-1901), el poeta y compañero de paseo de Henry David Thoreau. Algunos meses después de su nacimiento, su madre falleció y lo colocaron con un zapatero y su esposa en Abington, Massachusetts. En algún momento alrededor de 1860, su abuelo paterno Walter Channing y su hija cuidaron de él. Asistió a una escuela privada y entró en la Universidad de Harvard, donde recibió su licenciatura en 1878 y dos años más tarde obtuvo su doctorado en historia con una tesis sobre la Compra de Luisiana. En 1880, su abuelo murió, dejando una herencia de $300 (equivalente a $9,100 en 2022). A su regreso de una gira de nueve meses por Europa, que le llevó también al Cercano Oriente y al norte de África, escribió artículos geográficos para Science, por ejemplo sobre Sudán y la enseñanza de geografía en las escuelas alemanas. En 1883, se convirtió en profesor de historia en la Universidad de Harvard y asistente del profesor Charles Cutler Torrey.

### Vida personal
Se casó con la cuñada de Thomas Wentworth Higginson, Alice Thacher el 22 de julio de 1886. Tuvieron dos hijas. Falleció en su casa de Cambridge, Massachusetts, el 7 de enero de 1931.

## Academia
En 1883, recibió un premio de 150 dólares por su trabajo "Town and County Government in the English Colonies of North America", esta monografía también le valió la membresía en la Sociedad Histórica de Massachusetts y fue la base del primer artículo presentado en la primera reunión de la Asociación Histórica Estadounidense en 1884 en Saratoga Springs, Nueva York. Ese mismo año, publicó una edición revisada (traducida por William H. Tillinghast) de Un epítome de la historia antigua, medieval y moderna del historiador alemán Karl Ploetz, añadiendo nuevas secciones sobre la historia inglesa y estadounidense.
En 1887, se convirtió en profesor asistente, en 1897 en profesor y en 1912 en profesor McLean de Historia Antigua y Moderna (una de las cátedras de historia secular más antiguas de los Estados Unidos, que alguna vez ocupó Jared Sparks). Se jubiló en 1929.
Fue elegido miembro de la Academia Estadounidense de Artes y Ciencias, y miembro de la Academia Estadounidense de Artes y Letras. Asu vez fue elegido miembro de la Sociedad Estadounidense de Anticuarios en 1885. Ocupó el cargo de presidente de la Asociación Histórica Estadounidense en 1919. En 1921 y 1926 respectivamente, recibió doctorados honorarios de la Universidad de Míchigan y la Universidad de Columbia.

## Publicaciones
- The Navigation Laws (1890) [9]
- The United States of America, 1765–1865 (1896), un libro de texto. 2da ed. 1930.[10]
- A History of the United States Vol. 1: The Planting of a Nation in the New World, 1000–1660 (1905)[11]
- A History of the United States Vol. 2: A Century of Colonial History, 1660–1760 (1908)[12]
- A History of the United States Vol. 3: The American Revolution, 1761–1789 (1912)[13]
- A History of the United States Vol. 4: Federalists and Republicans, 1789–1815[14]
- A History of the United States Vol. 5: The Period of Transition, 1815–1848 (1921)[15][16]
- A History of the United States Vol. 6: The War for Southern Independence, 1849–1865 (1925), Premio Pulitzer de Historia de 1926 [17]
- A Short History of the United States for School Use, 1908[18][19]

## Otras fuentes
- Cappon, Lester J. "Channing y Hart: socios en bibliografía". Nueva Inglaterra trimestral 29, no. 3 (septiembre de 1956): 318–340. en JSTOR
- DeNovo, John A. "La 'gran obra' de Edward Channing veinte años después". Reseña histórica del valle de Mississippi 39, no. 2 (septiembre de 1952): 257–274. en JSTOR
- Fahrney, Ralph Ray. "Edward Channing". Reseña histórica del valle de Mississippi 18, no. 1 (junio de 1931): 53–59, obituario en JSTOR
- Fahrney, Ralph Ray. "Edward Channing". En Los ensayos de Marcus W. Jernegan sobre historiografía estadounidense, 294–312. Ed. por William T. Hutchinson. (1937).
- Joyce, Davis D. Edward Channing y la gran obra (La Haya: Martinus Nijhoff, 1974)ISBN 978-90-247-1634-0
- Kraus, Michael y Davis D. Joyce. La escritura de la historia estadounidense (1990) págs. 203–209 en línea